# Raphaël Alibert
Pour les articles homonymes, voir Alibert.
Ne doit pas être confondu avec Raphaël Albert.
Henri Albert François Joseph Raphaël Alibert, né le 17 février 1887 à Saint-Laurent-Lolmie (Lot) et mort le 5 juin 1963 à Paris 7e, est un juriste et homme politique français d'extrême droite. Ministre du régime de Vichy, il a contribué à mettre en place une législation antisémite.

## Biographie
Fils de Auguste Alibert, propriétaire, et de Isabelle Picard, Henri Albert François Joseph Raphaël Alibert nait le 17 février 1887 au lieu Estournel commune de Saint-Laurent-Lolmie, dans une vieille famille catholique traditionaliste du Rouergue. Il poursuit ses études au Caousou à Toulouse, avant de rejoindre la faculté droit de Paris.
Monarchiste catholique, il participe aux troubles lors de la Querelle des Inventaires, ce qui l'empêche de présenter des concours d'accès à la fonction publique. Juriste de formation, il soutient une thèse à la faculté de droit de l'université de Paris sur Les Syndicats, associations et coalitions de fonctionnaires en 1909. Spécialiste du droit administratif, il est nommé maître des requêtes au Conseil d'État.

## Carrière professionnelle et politique

### Troisième République
En 1917, il est chef de cabinet d’Henry Lémery, ministre dans le gouvernement Clemenceau. En 1924, il démissionne de son poste de maître de requête et travaille pour l'industriel Ernest Mercier. Proche d’Anatole de Monzie, il rejoint le Comité technique de la réforme d'État, créé par Jacques Bardoux. Il continue d'enseigner à l'École libre des sciences politiques. Il est membre du conseil d'administration originel du Redressement français en 1927. Lucien Romier lui succède au secrétariat général du mouvement. Il se présente sans succès aux élections législatives de 1928 dans l'arrondissement de Pithiviers,. Intéressé par les idées de Charles Maurras, il est proche de l'Action française, mais, en raison de la condamnation de ce mouvement par le pape en 1926, il n'en fait pas partie. En 1928, à la demande du duc de Guise, prétendant orléaniste à la couronne de France exilé à Bruxelles, il devient précepteur de son fils Henri afin de lui enseigner le droit et l'économie politique. Il écrit pour la revue du comte de Paris, Questions du Jour, en 1934. Il est invité à discourir aux dîners des Affinités françaises, en 1933 et en 1935,,,.
Il devient, sous le Front populaire en 1936, arbitre des négociations entre patronat et syndicats, pour les entreprises métallurgiques de la région parisienne. Au milieu de 1937, recommandé par Henry Lémery, il devient proche du maréchal Pétain, le conseille, entre autres, en matière de droit et de politique et se vante d'en être le professeur. Sa vision de la politique s'accorde avec celle de Pétain : selon l'historienne Bénédicte Vergez-Chaignon, elle est « négative, voire méprisante […] ; avec une pointe de pessimisme hargneux » et on trouve sous sa plume des propos tels que : « la politique est devenue un océan d'ordures. Malheureusement, elle est tout en France ». Il considère aussi la démocratie de la même manière : « Il y a très peu d'idées dans une élection […], il y a des préjugés, des passions, il y a des intérêts. »
À la fin des années 1930, il est suspecté d’appartenir à la Cagoule, organisation terroriste d'extrême droite.
Lorsque Pétain, alors ambassadeur de France en Espagne franquiste, désireux de rentrer en France reprendre sa place au Conseil supérieur de la Défense nationale, refuse la proposition de Daladier de rentrer dans son gouvernement dès la déclaration de guerre, en septembre 1939 et pensant à ses propres projets politiques, Alibert lui rend visite avec Henry Lémery.

### Seconde Guerre mondiale et régime de Vichy
Le 19 mai 1940, il devient directeur du cabinet civil du maréchal Pétain, nommé au gouvernement Reynaud. Le 16 juin, le maréchal est nommé président du Conseil (chef du gouvernement) par le président Lebrun, Raphaël Alibert devient sous-secrétaire d'État à la présidence du Conseil où il succède à Paul Baudouin. Il est à l'origine de l'arrestation sur de fausses accusations, le 17 juin 1940, de Georges Mandel, précédent ministre de l'Intérieur redevenu parlementaire (donc jouissant de l'immunité), hostile à la demande d'armistice. Sur interventions du président de la République, Albert Lebrun et des présidents du Sénat et de la Chambre des députés, Pétain est contraint de recevoir Mandel, lequel lui fait rédiger, sous sa dictée, une lettre d'excuses. Dans les journées séparant la demande d'armistice de sa signature, le 22 juin 1940, Alibert est très actif pour appuyer Pétain afin que le président de la République et le Gouvernement, en totalité ou en partie, ne quittent pas le territoire métropolitain pour l'Afrique du Nord ; utilisant même pour ce faire des méthodes fallacieuses (mensonges sur l'avancée des troupes allemandes à l'adresse du président Albert Lebrun, utilisation abusive du papier à en-tête du « maréchal de France » pour éditer une note ordonnant aux ministres de rester chez eux et de ne surtout pas quitter Bordeaux, attitude consistant à « parler à la place du maréchal ») afin, selon lui, « [de] sauver la légitimité exclusive de Pétain et [de préserver] ses chances ultérieures de prendre la direction du pays. »
Au lendemain de la signature de l'armistice, Alibert obtient de Pétain l'entrée de Pierre Laval au gouvernement. Il l'appuie dans sa volonté de se débarrasser de la représentation nationale et propose avec lui de réunir le Sénat et la Chambre des députés en Assemblée nationale pour avoir l'approbation d'une révision constitutionnelle menant à l'abolition du présent régime, affirmant : « rien ne doit subsister de ce personnel parlementaire et maçonnique ». Ce qui se traduit par le vote des pleins pouvoirs constituants à Philippe Pétain, le 10 juillet 1940, donnant lieu à la loi constitutionnelle établissant, avec les premiers actes constitutionnels qui suivent, le régime de Vichy. L'exposé des motifs et le texte de cette loi, proposés par Laval, portent la marque d'Alibert qui a participé à leur rédaction. Lors des journées précédant le vote, Alibert s'emploie à faire barrage à un groupe de 25 sénateurs désireux de présenter un projet concurrent à Pétain. La paternité de la rédaction des deux premiers actes constitutionnels du 11 juillet 1940 par lesquels Pétain se désigne chef de l'État et fixe ses pouvoirs, abolissant de fait le régime républicain, est contestée . Selon Alibert, Pétain en serait l'auteur principal, lui-même n'ayant procédé qu'à quelques retouches, selon Paul Baudouin, ministre des Affaires étrangères, Laval et Alibert en seraient les auteurs en dehors de toute consultation des autres ministres (bien qu'il indique dans ses Mémoires avoir conseillé Pétain sur ce sujet). À son procès, Laval désignera Alibert (alors en fuite) comme seul responsable. Compte tenu des faibles connaissances juridiques du maréchal Pétain et du fait qu'Alibert est un juriste éminent conseillant Laval et Pétain depuis de nombreuses années, sa version consistant à minimiser sa participation est des plus douteuses.

#### Ministre du régime de Vichy
Il est nommé garde des Sceaux du gouvernement de Vichy du 12 juillet 1940 au 27 janvier 1941 et met en place avec son directeur de cabinet Pierre de Font-Réaulx les premiers textes constitutionnels du régime de Vichy.
Il est à l'origine des textes de lois régissant l'organisation professionnelle sur un modèle corporatif ; la loi du 16 août 1940, créant des comités d'organisation par branche de production, caractérisée par une tutelle importante de l'État et des dirigeants influents des différents secteurs, fait fonctionner l'économie française pendant la guerre et se « révélera impossible à supplanter par la suite ».
Début août 1940, il met en place la Cour suprême de justice. À la même époque, Pétain, en principe responsable de la rédaction d'une nouvelle Constitution, le charge des travaux préparatoires, mais Alibert n'a que peu de temps à leur consacrer et, lorsqu'il quitte le gouvernement, son travail n'est pas retenu.
Le 13 août 1940, il promulgue la loi de dissolution des « sociétés secrètes » (franc-maçonnerie et autres).
Dès le début du régime de Vichy, le « statut » des Juifs est envisagé ; ainsi, à leur propos, Alibert déclare le 1er juillet 1940 au ministre du Travail, Charles Pomaret : « Je prépare un texte aux petits oignons »,,. Mais, le régime craignant une éventuelle incompréhension de l'opinion à « une législation ouvertement raciste », les textes sont différés au profit de lois discriminantes pour les Français de naturalisation récente. Ces lois visent implicitement et en premier lieu les Juifs venus d'Europe centrale naturalisés depuis moins de quinze ans. Alibert fait donc réviser les naturalisations avec la loi du 22 juillet 1940 et le même jour, il crée une commission de révision des 500 000 naturalisations prononcées depuis 1927, ce qui entraîne un retrait de la nationalité pour 15 000 personnes dont 40 % de Juifs,,.
Toute une série de lois à caractère xénophobe et antisémite, dites « lois Alibert », sont également promulguées en plus de celle du 22 juillet 1940 :
- loi du 12 juillet 1940 (composition des cabinets ministériels)[37] ;
- loi 16 juillet 1940 (déchéance de nationalité)[37] ;
- lois du 17 juillet 1940 et du 14 août 1940 (limitation de l'accès aux emplois dans les administrations publiques)[37] ;
- lois du 16 août 1940 (interdiction de l'exercice de la médecine aux praticiens nés de père étranger) et du 10 septembre 1940 (même interdiction pour la profession d'avocat)[37].

Ces lois ont un but démonstratif, visant, par exemple pour les interdictions professionnelles, les secteurs que les tenants de la propagande antisémite décrivent comme « dénaturés par l'invasion juive » et sont considérées comme une partie de la réponse à la « question juive ». Parmi ces lois, celle du 27 août 1940, abrogeant un décret-loi de 1939 (Décret-loi dit Marchandeau du 21 avril 1939) contre la diffamation et l'injure envers les groupes raciaux ou religieux, redonne libre cours au déchaînement de l'antisémitisme.
Alibert fait partie des signataires du statut des Juifs d'octobre 1940. Bien qu'il se défende d'avoir participé à sa rédaction, désignant Marcel Peyrouton (qui niera également après la guerre en être l'auteur, indiquant avoir simplement mis en forme le texte d'Alibert), Paul Baudouin évoque le « statut préparé par Alibert » » (dans son ouvrage Neuf mois au gouvernement, avril à décembre 1940, publié en 1948) et, selon le témoignage de Pierre Gerlier, cardinal-archevêque de Lyon, Alibert « avait pris [en novembre 1940] entièrement à son compte la législation raciale et la jugeait opportune ».
Véritable mentor politique du maréchal Pétain et faisant partie de sa « garde rapprochée », il participe au renvoi de Pierre Laval le 13 décembre 1940.
L'expulsion contre leur gré de près de 100 000 Lorrains, mis dans des trains à destination de Lyon par les hommes de Josef Bürckel, l'indigne profondément ; Alibert accueille avec émotion un convoi en gare de Lyon et est à l'origine du communiqué du 14 novembre dans lequel le gouvernement  réfute la propagande nazie — cette dernière ayant affirmé le caractère volontaire de leur départ — et proteste contre cette violation des lois humaines les plus élémentaires,. Le communiqué de Vichy est interdit en zone occupée, et Laval s'en excuse auprès des Allemands, se plaignant de l'antigermanisme intransigeant d'Alibert.

#### Complot contre Laval
Fin 1940, un complot ministériel est ourdi dans le but d'écarter Laval des affaires. En effet, la politique de collaboration apparaît comme une impasse dans laquelle le ministre des Affaires étrangères entraine l'État français ; les proches de Pétain le jugent complaisant avec les demandes des Allemands et déplorent le manque de résultats sur la ligne de démarcation, les frais d'occupation et le retour des prisonniers de guerre. D'autre part, Marcel Déat conduit depuis Paris une campagne de presse contre les pétainistes (« un quarteron de doctrinaires abrités derrière le maréchal »), accusés de mener « la plus extravagante entreprise de réaction que la France ait jamais connue ». Alibert, « imbécile rejeté par le suffrage universel », est particulièrement visé. Ce faisant, Déat prépare les esprits à un remaniement ministériel au profit des fidèles de Laval.
Le garde des Sceaux est dans un premier temps tenu à l'écart des préparatifs par les conjurés, qui craignent son caractère emporté. Néanmoins, il est prévu de lui faire porter la responsabilité d'un éventuel échec, sa réputation sulfureuse de cagoulard pouvant accréditer une telle accusation. Raphaël Alibert, qui a eu vent des préparatifs, est mis dans la confidence le 13 décembre à 16h00 ; il s’engage à annuler l'acte constitutionnel n°4 ter qui fait de Laval le successeur de Pétain. Dès le début, il est partisan de l'exécution de Laval, mais Marcel Peyrouton s'y oppose, craignant un revirement tardif de Pétain. Une heure plus tard, il commande au général de La Laurencie l'arrestation de Déat (« La maréchale arrive à la ligne de démarcation ; allez l’accueillir »), ce qui est effectif aux premières lueurs du jour. Le soir venu, Alibert ordonne l'arrestation de Laval au colonel Groussard qui force les appartements du ministre à l'hôtel du Parc avec ses Groupes de protection. Il appuie le docteur Martin qui recommande le jugement immédiat de Laval au tribunal de Gannat ou sa mise à mort ; toutefois, Bernard Ménétrel et le général Laure manquent de détermination. Trois jours plus tard, Otto Abetz fait libérer Laval.
Le 27 janvier 1941, Alibert est écarté du nouveau cabinet mené par l'amiral Darlan, qui souhaite relancer la politique de collaboration,. En effet, son hostilité aux Allemands et son nationalisme d'Action Française en font un obstacle non négligeable aux exigences nazies. Le limogeage des artisans du coup du 13 décembre 1940 est un gage donné par Darlan aux Allemands, lui permettant de leur faire miroiter le retour prochain de Laval aux affaires. Le renvoi d'Alibert marque également l'arrêt des réformes les plus ambitieuses de la Révolution nationale, les Allemands voyant d'un fort mauvais œil ce programme de redressement patriotique[réf. à confirmer].

### Dernières années
Après son départ du gouvernement, Alibert est réintégré au Conseil d'État mais échoue à en obtenir la vice-présidence, y occupant une simple fonction de conseiller ; amer, il déplore l'aveuglement de Pétain et son entourage.
En 1945, lors de l'instruction de son procès, le maréchal Pétain, déclarant qu'« un chef de l'État ne peut pas tout connaître de ce qui se passe autour de lui […] » se défausse, entre autres, sur Alibert, lequel fait « figure de véritable tête de Turc » et est l'objet d'une condamnation bien plus impitoyable de sa part que Darnand et Laval bien qu'il ne fût resté que huit mois au gouvernement.
À la Libération, il fuit en Belgique. Il est condamné à mort par contumace, à la dégradation nationale à vie et à la confiscation de ses biens le 7 mars 1947,. Il est finalement amnistié en 1957.

Il décès à son domicile, 215 bis boulevard Saint-Germain dans le 7e arrondissement de Paris, le 5 juin 1963, et est inhumé dans la 10e division du cimetière du Montparnasse.

## Vie privée
Il est le petit-neveu du baron Jean-Louis Alibert (1768-1837), créateur de l’Académie de médecine et médecin de Louis XVIII et Charles X.
Le 12 juin 1913, auditeur au Conseil d'État et résidant au 81 rue Madame dans le 6e arrondissement de Paris, il se marie en premières noces à la mairie du 7e arrondissement de Paris avec Marie Marguerite Camille Chaudé, domiciliée au 215 bis boulevard Saint-Germain et vivent ensemble à cette adresse. Le divorce est prononcé par jugement du tribunal de la Seine le 29 avril 1948.

Le 17 octobre 1960, il épouse en secondes noces, sa première épouse Marie Marguerite Camille Chaudé toujours à la mairie du 7e arrondissement de Paris.

## Publications
- Les Syndicats, associations et coalitions de fonctionnaires, thèse pour le doctorat, Paris, E. Larose, faculté de droit de l'université de Paris, 1909.
- Commentaire pratique de la loi du 5 avril 1910 sur les retraites ouvrières et paysannes et du règlement d'administration publique du 25 mars 1911, Paris, A. Rousseau, 1911.
- L'imprévision dans les concessions de services publics. L'évolution des faits et l'adaptation de la théorie depuis 1916, Paris, E. Durand, (Juris-classeurs.), 1924.
- Le contrôle juridictionnel de l'administration au moyen du recours pour excès de pouvoir, Paris, Payot, 1926.
- « Jurisprudence » du Conseil d'État statuant au contentieux, du tribunal des conflits et de la Cour des comptes, Recueil des arrêts, « Table vicennalle, 1905-1924 », Paris, 1932.
- Conseil d'État. Assemblée générale du 24 août 1940, Royat, Puy-de-Dôme, allocutions prononcées par M. Raphaël Alibert et par M. Alfred Porché, Clermont-Ferrand, Imprimerie générale, 1940.

## Filmographie

### Télévision
- 1983 : Les Dossiers de l'écran – L'armistice de Juin 40, joué par Roger Lumont.
- 1992 : Hôtel du Parc, joué par Jean Périmony.

### Cinéma
- 1993 : Pétain, rôle tenu par André Penvern.